# 24 квітня
24 квітня — 114-й день року (115-й у високосні роки) в григоріанському календарі. До кінця року залишається 251 день.

## Свята і пам'ятні дні

### Міжнародні
- Всесвітній день захисту лабораторних тварин.
- Міжнародний день солідарності молоді (повністю — Міжнародний день солідарності молоді в боротьбі проти колоніалізму, за мирне існування)
- Міжнародний день проти вівісекції
- ООН: Міжнародний день мультилатералізму і дипломатії за мир.

### Національні
- Вірменія: День пам'яті жертв геноциду вірмен
- Франція: День пам'яті жертв геноциду вірмен.
- Гамбія: День республіки.
- Нігер: День народної згоди.
- Непал: День демократії.
- Замбія: День захисту дітей.

### Професійні
- День водопровідника.

### Релігійні
Православні:
- Мученика Сави Стратилата і з ним 70-х воїнів.
- Преподобного Сави Києво-Печерського, в Ближніх печерах.
- Преподобного Олексія, затворника Києво-Печерського, в Ближніх печерах.
- Мучеників Пасикрата і Валентина.
- Мучеників Євсевія, Неона, Леонтія, Лонгина та інших.
- Преподобного Фоми, юродивого.
- Преподобної Єлисавети, чудотвориці.

### Іменини
- ✙ Православні: Сава, Олексій, Валентин, Леонтій, Фома, Єлисавета[1]
- ✝  Католицькі: Гонорій, Григорій, Фідель

## Події
- 1479 до н.е. — Тутмос III посів трон Єгипту, хоча фактична влада дедалі більше переходила до рук Хатшепсут.
- 1184 до н.е. — відповідно до датування Ератосфена та Аполлодора Афінського, цього дня грецькі воїни змогли пробратись у Трою за допомогою троянського коня.
- 1333 — коронація Казимира III Великого і його дружини Альдони у Вавельському кафедральному соборі в Кракові.
- 1521 — в Іспанії страчений Хуан де Паділья, провідник повстання іспанської аристократії  проти імператора Карла V.
- 1547 — у вирішальній битві Шмалькальдентської війни під Мюльбергом папські війська під проводом Карла V Габсбурга розбили війська Шмалькальдентського союзу протестантів і захопили в полон їх лідера, курфюрста Саксонії Іоганна Фрідріха I.
- 1558 — королева Шотландії Марія I одружилась з дофіном французьким Франсуа, урочиста церемонія відбулась у соборі Паризької Богоматері «Notre Dame de Paris».
- 1585 — кардинала Феліче Перетті ді Монтальто обрано папою римським Сікстом V.
- 1617 — на мості Лувра за наказом короля Людовика XIII вбили фактичного правителя Франції маркіза Кончіні.
- 1646 — укладено Ужгородську церковну унію.
- 1648 — чотири полки реєстрових козаків перейшли на бік Богдана Хмельницького.
- 1671 — у Кагальнику схоплено ватажка бунту донських козаків Степана Разіна.
- 1682 — (14 квітня за ст. ст.) у Пустозерському острозі (нині Архангельська область) у земляному зрубі спалений протопоп Авакум та інші провідники старообрядництва. Авакум протестував проти церковних реформ Никона. Знаменитий адепт «древлего благочестя» написав власне житіє — геніальний твір, який містить опис життя тогочасної Росії.
- 1704 — у Бостоні почала видаватися Boston News-Letter, перша регулярна газета колоніального періоду США.
- 1723 — владою Берна страчений швейцарський національний герой, лідер сепаратистів Жан Давель.
- 1771 — узбережжя японського острова Ісіґакі зазнало удару цунамі висотою 85 м.
- 1793 — Катерина II видала указ про створення на Правобережній Україні православної єпархії.
- 1794 — загони Тадеуша Костюшка завдали поразки російським військам у битві під Рацлавицями.
- 1800 — дата заснування Бібліотеки Конгресу США президентом Джоном Адамсом, який виділив 5000 доларів на закупівлю книг.
- 1833 — у США запатентована газована вода.
- 1846 — розпочалась американо-мексиканська війна.
- 1867 — утворено Туркестанське генерал-губернаторство. Губернатором призначений генерал К. П. Кауфман.
- 1872 — після виверження вулкана Везувій лавовими потоками спалені два села, загинуло близько 25 осіб.
- 1877 — Росія оголосила війну Османській імперії.
- 1884 — Намібія проголошена німецькою колонією.
- 1884 —  Гринвіч затверджений як місце проходження нульового меридіану.
- 1891 — в Італії скасовані вибори за партійними списками.
- 1895 — Джошуа Слокам розпочав перше у світі одиночне навколосвітнє плавання.
- 1897 — у Римі безробітній П'єтро Аччарто намагався заколоти кинджалом короля Італії Умберто I.
- 1898 — Іспанія оголосила війну США, відкинувши ультиматум вивести свої війська з Куби.
- 1900 — вийшла друком основна книга Зигмунда Фрейда «Тлумачення снів».
- 1909 — вперше кінооператор здійснив політ на аероплані. Це відбулось у Сентоселле, поблизу Рима. Як пасажира його взяв на борт свого біплану Вілбур Райт.
- 1915 — османська влада починає масові арешти і депортацію вірменської інтелігенції Константинополя. Згодом цей день стане днем пам'яті жертв геноциду вірмен.
- 1916 — початок «Великоднього повстання» ірландців проти британського панування.
- 1918 — американський експедиційний корпус здійснив висадку в Мурманську.
- 1918 — на таємній нараді з командуванням німецької армії генерал Павло Скоропадський домовився про підтримку німцями повалення Центральної Ради.
- 1918 — Кримська група Армії УНР з боєм взяла Сімферополь.
- 1919 — у Литві повалено радянський уряд.
- 1919 — створена галерея мистецтв у Торонто.
- 1920 — уряди Польщі і УНР уклали угоду про військову допомогу.
- 1921 — терористами вбито міністра зовнішніх справ Німеччини Вальтера Ратенау.
- 1926 — підписано радянсько-німецький договір про дружбу та нейтралітет.
- 1927 — відкриття в Москві першої світової виставки моделей міжпланетних апаратів, механізмів, приладів та історичних матеріалів (тривала протягом 2 місяців).
- 1940 — Велика Британія розпочинає евакуацію своїх військ із Греції. Протягом шести днів країну залишило понад 50 тисяч військовослужбовців, а зброя, техніка і літаки були залишені напризволяще.
- 1946 — перші польоти на реактивних літаках МіГ-9 (пілот-випробувач А. Н. Грінчік) та Як-15 (М. І. Іванов).
- 1949 — у Києві урочисто відкрито літературно-художній музей Тараса Шевченка.
- 1949 — в Англії скасовані обмеження на продаж цукерок, що були введені під час війни.
- 1950 — Трансйорданія перейменована на Йорданське Хашимітське Королівство.
- 1952 — в Онтаріо вперше по нафтопроводі надійшла нафта з провінції Альберта (Канада).
- 1953 — англійська королева Єлизавета II надала лицарський титул Вінстону Черчиллю.
- 1954 — братиславським судом до довічного ув'язнення засуджено колишнього голову словацької комуністичної партії Ґустава Гусака (майбутнього голову комуністичної Чехословаччини).
- 1955 — завершується Бандунгська конференція 29 «неприєднавшихся» держав, які засудили колоніалізм, расизм та холодну війну між США і СРСР.
- 1955 — Ірак і Туреччина підписали угоду про співробітництво у сфері безпеки й оборони (т. зв. «Багдадський пакт»). У цьому ж році до нього приєднались Велика Британія, Іран та Пакистан.
- 1957 — на Державній нараді КНР Мао Цзедун заявив: «Не треба читати багато книг».
- 1962 — у США здійснено першу телетрансляцію з тихоокеанського узбережжя на атлантичне — телесигнал з Каліфорнії був переданий через перший експериментальний телесупутник «Eco-1» і прийнятий у Массачусетсі.
- 1964 — у південному В'єтнамі партизани ледве не збили літак з американським генералом Вільямом Вестморлендом, поранивши шістьох осіб на борту.
- 1965 — у Вірменії вперше відзначили День пам'яті жертв Геноциду вірмен в Османській імперії 1915–1923 рр.
- 1965 — інтервенція американських військ у Домініканську республіку.
- 1967 — в Греції хунта «чорних полковників» заборонила носіння міні-спідниць.
- 1967 — при поверненні на Землю КК Союз-1 загинув Володимир Комаров. Керівництво замовчувало цей факт 13 годин.
- 1968 — Маврикій став членом ООН.
- 1970 — КНР запустила свій перший штучний супутник Землі «Dong Fang Hong 1».
- 1970 — Гамбія, яка в 1965 році здобула незалежність від Великої Британії, проголошена республікою.
- 1974 — заарештовано Гійома — особистого референта канцлера ФРН Віллі Брандта, який виявився офіцером міністерства держбезпеки НДР. Через два тижні В. Брандт добровільно пішов у відставку.
- 1975 — британський уряд ухвалив рішення купити контрольний пакет акцій автомобільної компанії «British Layland Motors».
- 1975 — терористична група Баадер-Майнхоф влаштовує вибух у посольстві ФРН в Стокгольмі.
- 1981 — представлено перший персональний комп'ютер IBM.
- 1981 — США скасували ембарго на поставки зерна до СРСР.
- 1983 — за результатами виборів Соціалістична партія Австрії (СПА) втратила абсолютну більшість в парламенті, що змусило федерального канцлера соціаліста Бруно Крайського подати у відставку. Його наступник Фред Зіновац сформував коаліційний уряд СПА і національно-ліберальної Австрійської партії свободи.
- 1984 — у Сан-Франциско компанія «Apple» анонсувала свій портативний комп'ютер Apple II вагою 6 кілограмів і розміром з валізу.
- 1985 — Верховний Суд Канади визнав законною роботу магазинів у неділю.
- 1986 — затонув філіппінський пором «Дона Жозефіна», 194 особи загинули.
- 1987 — у Перській затоці американський флот уперше у світі використав дельфінів у військових цілях.
- 1990 — на орбіту Землі був доставлений телескоп Габбла.
- 1992 — створена Федеративна Республіка Югославія (Сербія і Чорногорія).
- 1993 — бойовики ІРА влаштовують вибух в районі Бішопсгейт (Лондон), який призвів до значних руйнувань.
- 1996 — Палестинська Національна Рада проголосувала за вилучення із програмних документів Організації Визволення Палестини (ОВП) положень, що закликали до збройної боротьби з Ізраїлем аж до повного знищення його як держави.
- 1997 — США стали 75-ю державою, котра ратифікувала міжнародний договір про заборону хімічної зброї, підписаний у 1993 році 164-та країнами, він зобов'язував підписантів до 2007 року знищити всі наявні запаси цього виду зброї і промислові потужності з її виробництва.
- 1997 — нижня палата японського парламенту проголосувала за дозвіл проводити в країні операції з пересадки серця.
- 1998 — НАТО пред'явило Югославії ультиматум з вимогою вивести війська з Косово.
- 1999 — на засіданні у Вашингтоні рада НАТО прийняла нову стратегічну концепцію, що дозволяла використання збройних сил блоку для запобігання порушенню прав людини будь-де у Європі.
- 2000 — у районі мису Тарханкут протикорабельна крилата ракета, запущена з російської берегової установки, влучила в український теплохід «Павло Верещагін», який опинився в зоні бойових стрільб Чорноморського флоту.
- 2000 — технологічний збій на ядерному реакторі в Японії.
- 2004 — США скасували економічні санкції, накладені на Лівію 18 років тому. Це свого роду винагорода за відмову лівійського керівництва від розробки зброї масового знищення.
- 2004 — Віталій Кличко в бою з Коррі Сандерсом завоював вакантний титул чемпіона світу з боксу в суперважкій вазі за версією WBC.
- 2005 — інавгурація папи Бенедикта XVI.
- 2006 — скоєно терористичні акти в єгипетському курорті Дахаб.

## Народились
Дивись також Категорія:Народились 24 квітня
- 1490 — Франциск Скорина, білоруський першодрукар, просвітник
- 1533 — Вільгельм I Оранський, перший штатгальтер Голландії, граф Нассауський і принц Оранський
- 1581 — Вінсент де Поль, французький монах, католицький святий
- 1620 — Джон Гронт, англійський статистик, засновник демографії
- 1706 — Джованні Батіста Мартіні, італійський композитор, вчитель Й. К. Баха, Моцарта, Глюка і М. Березовського
- 1743 — Едмунд Картрайт, англійський винахідник механічного ткацького верстата
- 1815 — Ентоні Троллоп (пом. 1882), англійський письменник.
- 1817 — Жан Шарль де Маріньяк (пом. 1894), швейцарський хімік, відкривач ітербію.
- 1822 — Янко Краль (пом. 1876), словацький поет, діяч національно-визвольного руху 40-х рр. XIX ст.
- 1845 — Карл Шпіттелер (пом. 1924), швейцарський письменник, романіст, есеїст, лауреат Нобелівської премії 1919 року.
- 1880 — Гідеон Сундбек, винахідник застібки-блискавки.
- 1904 — Віллем де Кунінг, провідний художник і скульптор другої половини XX століття, один з лідерів абстрактного експресіонізму.
- 1901 — Сава Божко, український і радянський письменник Розстріляного відродження
- 1905 — Роберт Пенн Воррен (пом. 1989), американський письменник та поет.
- 1909 — Бернард Гржимек, німецький зоолог, письменник, директор Франкфуртського зоопарку («Вони належать усім»).
- 1920 — Дмитро Білоус, український письменник
- 1921 — Ярослав Мах, чеський режисер та сценарист.
- 1924 — Франко Манніно, італійський композитор і диригент.
- 1928 — Ральф Браун, англійський скульптор.
- 1934 — Ширлі Маклейн, американська акторка, лауреат премії «Оскар» 1983
- 1936 — Джилл Айрленд, англо-американська акторка.
- 1939 — Лілі Іванова, болгарська співачка.
- 1941 — Джон Крістофер Вільямс, австралійський гітарист.
- 1942 — Барбра Стрейзанд, американська співачка й акторка.
- 1945 — Дуг Кліффорд, ударник американської групи «Creedence Clearwater Revival».
- 1947 — Гленн Корнік, рок-музикант, екс-«Jethro Tull»
- 1952 — Жан-Поль Готьє, французький модельєр. Після роботи у П'єра Кардена (Pierre Cardin) створив в 1978 свою першу колекцію
- 1952 — Віталій Мацько, український письменник, доктор філологічних наук, професор
- 1955 — Олександр Балабко, український журналіст, письменник
- 1955 — Юрій Макаров, український журналіст, телеведучий
- 1963 — Біллі Гоулд, бас-гітара гурту «Faith No More»
- 1982 — Келлі Кларксон, американська поп-рок співачка, переможниця першого сезону «American Idol».

## Померли
Дивись також Категорія:Померли 24 квітня
- 624 — Мелліт, перший єпископ Лондона, третій архієпископ Кентерберійський, засновник собору св. Павла в Лондоні.
- 1530 — Якопо Саннадзаро, італійський гуманіст, поет (*1456).
- 1731 — Данієль Дефо, англійський письменник і публіцист, відомий як автор «Робінзона Крузо».
- 1795 — Марко Полторацький, український співак (баритон), козак Сосницької сотні Чернігівського полку.
- 1914 — Генрик Бобінський, український і польський композитор, піаніст та педагог. Викладач Київського музичного училища (1893—1913), професор Київської консерваторії (1913—1914) (*1861).
- 1929 — Микола Бриммер, художник-графік, ксилограф, книжковий ілюстратор.
- 1945 — Іван Трейко,  український військовий діяч, повстанський отаман (1919—1924), командир Київської повстанської групи (1923), консультант отамана Поліської Січі Тараса Бульби-Боровця (1941), командир розвідки ВО-3 «Тютюнник» (1943—1945), генерал-хорунжий УПА (1945)
- 1967 — Володимир Комаров, радянський льотчик-космонавт, загинув при завершенні польоту на кораблі «Союз-1».
- 1988 — Ключко Анна Іванівна, українська громадська діячка, письменниця, мемуаристка, ...
- 2002 — Аркадій Єлішевич, український науковець, доктор технічних наук, професор Донецького політехнічного інституту (*1932).
- 2004 — Есте Лаудер (Жозефін Естер Ментцер, *1908), американка, глава косметичної фірми.
- 2005 — Езер Вейцман, ізраїльський військовий та державний діяч, президент Ізраїлю від 1993 до липня 2000 року.